# Reali ferriere ed Officine di Mongiana
"Reali ferriere ed Officine di Mongiana" fue una fundición de hierro y acero en el pequeño pueblo de Mongiana, en Calabria (Italia). Fue fundada entre 1770 y 1771 por los Borbones de Nápoles.

## Historia
El arquitecto encargado de la construcción del primer edificio fue el napolitano Mario Gioffredo, quien dirigió las obras en 1771. Su primer director fue G. F. Conty.

## Directores
- G.F. Conty (1771-1790)
- Massimiliano Conty (1791-1799)
- Vincenzo Squillace (1799-1807)
- Capitano Ritucci (1808-1811)
- Cav. Michele Carrascosa (1811-1814)
- Nicola Landi (1814-1820)
- Ten. Colonnello Mori (1820-1838)
- Ten. Colonnello Niola (1839-1849)
- Pietro Tonson Latour (1849-1852)
- Ten. Colonnello Ferdinando Pacifici (1852-1859)
- Maggiore Giuseppe Del Bono (1860-1861)
- Colonnello Massimino (1861-1861)
- Capitano Crescenzo Montagna (1862-1870)